# Vicente Moreno de la Tejera
Vicente Moreno de la Tejera (1848-1909) fue un periodista, novelista y médico español.

## Biografía
Nacido en Madrid en febrero de 1848, se dio a conocer en El Museo Universal, que dirigía Ruiz Aguilera, y debutó en el periodismo político en La Democracia Española, poco después de la Revolución de 1868. Ausente de Madrid durante algún tiempo al trabajar como médico de la Armada, a su regreso en 1873 fue redactor de La España Federal, que dirigía Luis Blanc.  Poco después tuvo que separarse del servicio y se dedicó por entero al periodismo, la literatura y la ciencia.
Fue redactor de El Globo, El Fígaro, La Izquierda Dinástica, El Demócrata y El Ideal, llegando a ser hecho preso en 1879, por suponérsele —infundadamente según Ossorio y Bernard— ser autor de un periódico clandestino.  En Cartagena fue durante dos años redactor-jefe de El Mediterráneo, y en la epidemia de cólera de 1884 recorrió como corresponsal de El Imparcial las zonas afectadas, firmando sus escritos con el pseudónimo «Doctor Berzelius».  También fue director de El Observador de Cartagena (1899). Contribuyó con colaboraciones literarias  en El Bazar (1875), La Lidia (1890), La Edad Dichosa (1890-1892), El Correo Ilustrado (1897), La Ilustración Española y Americana, El Imparcial, Heraldo de Madrid o Cosmopolita (1904), además de en otras muchas publicaciones de Barcelona y América del Sur. Fue autor de obras como Sangre de un héroe (1866), Los mártires del presidio, El juramento de la muerte (1870), Diario de un viaje a Oriente (1887) o Los indios carbonarios o La pasión de una mestiza (1896), entre otras.
A comienzos del siglo xx, hacia 1903, era director literario de la casa editorial del señor López del Arco. Falleció en 1909.